# Stylopoma schizostoma
Stylopoma schizostoma är en mossdjursart som först beskrevs av William MacGillivray 1869.  Stylopoma schizostoma ingår i släktet Stylopoma och familjen Schizoporellidae. Inga underarter finns listade i Catalogue of Life.